# Tony Del Monaco
Tony Del Monaco, all'anagrafe Antonio Ferdinando Del Monaco (Sulmona, 27 dicembre 1935 – Ancona, 27 maggio 1993), è stato un cantante italiano.

## Biografia
Nasce a Sulmona il 27 dicembre 1935 da Dario, noleggiatore di auto, e Tilde, casalinga. Con una voce melodica molto potente, durante il periodo degli studi universitari comincia a cantare a Roma in un locale notturno, dove viene notato dal produttore discografico Enrico Polito. Nel 1959 fa il suo esordio al Festival della Canzone Italiana di Vibo Valentia, classificandosi terzo con la canzone Al ciel manca un angelo. Dopo alcuni anni passati a esibirsi come cantante, nel 1961 debutta come attore nella commedia musicale L'adorabile Giulio, con Carlo Dapporto e Delia Scala. Nel 1965 presenta allo spettacolo televisivo "Campioni a Campione" il brano Vita mia, che entra subito in classifica. L'anno dopo centra un nuovo successo con Se la vita è così partecipando a Un disco per l'estate e al Cantagiro. Come autore scrive varie canzoni di successo, tra le quali la più famosa è L'ultima occasione, interpretata nel 1965 da Mina e ripresa anche in inglese da Tom Jones.
Partecipa a quattro edizioni di Un disco per l'estate (dal 1964 al 1967), cantando rispettivamente Il re del ring, Tu non potrai, Se la vita è così e Tu che sei l'amore. Nel 1967 partecipa al Festival di Sanremo con È più forte di me in coppia con Betty Curtis, cui segue un nuovo brano d'alta classifica come Una spina e una rosa.
Torna ancora a Sanremo nel 1968 con La voce del silenzio in coppia con Dionne Warwick, nel 1969 con Un'ora fa insieme a Fausto Leali e nel 1970 interpretando Serenata con Claudio Villa. Partecipa alle edizioni di Canzonissima del 1970, 1971 e 1972. Successivamente riduce l'attività di cantante per dedicarsi maggiormente all'attività di autore e riprende e completa anche gli studi universitari, conseguendo la laurea in legge.
Nel 1962 ha interpretato il brano Lungo treno del sud, scritto da Piero Ciampi.
Tony Del Monaco è morto a soli 57 anni, il 27 maggio 1993, a causa di una malattia incurabile, in una clinica di Ancona.

## Discografia

### Album
- 1966 - Tony Del Monaco (CGD, FG 5030)
- 1987 - Tony Del Monaco (CGD, LSM 1271)
- 2006 - 'Le più belle canzoni di Tony Del Monaco (Warner Strategic Marketing Italy, 5051011-2925-2-1)

### EP
- 1959 - Notte silente / Bianco Natale (RCA Camden, ECP-65)

### 45 giri
- 1959 - Scoubidoubidou/Non sei bellissima (RCA Camden CP 04; lato A con Stella Dizzy)
- 1959 - Rimani/Un amore in riviera (RCA Camden CP 12)
- 1959 - A mani giunte/Ho vinto (RCA Camden CP 49)
- 1960 - Concerto d'estate/Bimba se tu vuoi (RCA Camden CP 115)
- 1961 - Mysterious tango/Stelle di carta (RCA Italiana PM 0131)
- 1961 - Silver blue/Silver blue (strumentale) (RCA Italiana PM 0136)
- 1961 - Ho visto/Vicino a te (RCA Italiana PM 0151)
- 1961 - La pioggia va in su/La tua stagione (RCA Italiana PM 3002)
- 1962 - Go Kart Twist/Donna da morire (canta Tony Del Monaco) (RCA Italiana PM 3124; lato A cantato da Gianni Morandi)
- 1962 - La tua stagione/Viva il jump up (cantano The Flippers) (RCA Italiana PM 3085)
- 1962 - Lungo treno del sud/Dedicato a te (RCA Italiana PM 3091)
- 1963 - Quarantacinque giri di twist / Teresa baciami (RCA Italiana PM 3221)
- 1964 - Il re del ring/Di là dal mar (RCA Italiana PM 3264)
- 1965 - Tu non potrai/Ora ti chiedo (CGD N-9538)
- 1965 - Vita mia/Quando si alza la luna (CGD N-9601)
- 1966 - Se la vita è così/Con l'aiuto del tuo amore (CGD N-9619)
- 1967 - È più forte di me/Con un po' di volontà (CGD N-9650)
- 1967 - Tu che sei l'amore/Per vivere (CGD N-9659)
- 1967 - Parla tu cuore mio/L'uomo che vuoi tu (CGD N-9665)
- 1968 - La voce del silenzio / Una piccola candela (CGD N-9675)
- 1968 - Magia/È diventato amore (CGD N-9687)
- 1968 - Vola vola/Se c'è un peccato (Ricordi N-10508)
- 1969 - Un'ora fa/Se c'è un peccato (Ricordi SRL-10532)
- 1969 - Una spina e una rosa/Peccato (Ricordi SRL-10542)
- 1970 - Serenata/Per te per te per te (Ricordi SRL-10581)
- 1970 - Cuore di bambola/Io non ci penso più (Ricordi SRL-10603)
- 1970 - Pioggia e pianto su di me/Metropoli (Ricordi SRL-10626)
- 1971 - Lacrime di clown/La guerra del cuore (Ricordi SRL-10642)
- 1971 - Cronaca di un amore/Che pazzia (Pidiemme PDM-4001)
- 1971 - Cronaca di un amore/A Maria (Pidiemme PDM-4002)
- 1974 - Vivere insieme/Il viaggio (Fonit Cetra SP 1558)
- 1975 - Siamo stati innamorati/Negli occhi nel cuore nell'anima (Fonit Cetra SP 1585)
- 1978 - Te ne vai/Come un poeta d'osteria (Idea ID NP 701)
- 1979 - Pizza spaghetti e Maria/Barbara (New Polaris FK 63)

### Compilation
- 1963 - Le canzoni di Walt Disney (RCA Italiana, PML 10304), con i brani Ombre sul cammino e Se una stella in ciel cadrà
- 1967 - מצעד הכוכבים - Star Festival (CBS Records International, PR2), con il brano Se la vita è così, uscito in Israele
- 2000 - Le fiabe da cantare (BMG, 74321 657102), con i brani Ombre sul cammino e Se una stella in ciel cadrà